# Дательный падеж
Да́тельный паде́ж, дати́в (греч. ἡ δοτικὴ πτῶσις, лат. casus dativus) — один из косвенных падежей, используется с глаголами, выражающими действие, направленное к этому предмету (аллатив) и производные от него (например, передача прямого объекта косвенному, откуда и произошло название падежа; «действие в пользу кого-нибудь» — так называемый dativus ethicus). Дательный падеж часто выражает субъект ситуации восприятия, так называемый экспериенцер: русское «мне снится», «мне нравится», среднеанглийское me thinks, me likes. Во многих нахско-дагестанских языках употребление дательного падежа при глаголах восприятия совершенно последовательно. В некоторых языках имеет значение также местного падежа с соответствующими предлогами (так в немецком: im Deutschen). Имеется почти во всех славянских языках, в древнегреческом, в немецком и исландском. В русском языке слово в дательном падеже отвечает на вопрос кому/чему?

## В латинском языке
В латинском языке дательный падеж (casus Datīvus) имеет несколько более широкое применение, чем в русском.
Во множественном числе дательный падеж всегда совпадает с аблативом.
| Склонение | Ед. ч.                                    | Мн. ч.                 |
| --------- | ----------------------------------------- | ---------------------- |
| 1         | -ae scholae                               | -is scholis            |
| 2         | -o lupo                                   | -is lupis              |
| 3         | -i homini                                 | -ibus hominibus        |
| 4         | -ui (м / ж род), -u (ср. род) manui, genu | -ibus manibus, genibus |
| 5         | -ei spei                                  | -ebus spebus           |

## В русском языке
В русском языке датив восходит к праславянскому. Окончание датива -у в истории языка получило экспансию в родительный падеж (под влиянием также окончания родительного падежа исторических основ на -u: мёду, сыну), образовав так называемый второй родительный падеж или партитив, внешне совпадающий с дательным: чашка чаю, рюмка коньячку, для гонору, ни разу, со страху и проч.

### Предлоги
Среди непроизводных предлогов в русском языке используются с дательным падежом лишь два: к (ко) и по, причём к (ко) употребляется исключительно с этим падежом. Однако существует также ряд производных предлогов, употребляющихся с дательным падежом: благодаря, вдогон, вопреки, вослед, вразрез, вслед, навстречу, назло, наперекор, наперерез, подобно, противно, согласно, сродни. Как и другие падежи русского языка, кроме предложного, дательный падеж может использоваться в беспредложном типе управления (ответить слушателям, аплодировать артисту).

## В чувашском языке
В чувашском языке, ввиду одинаковости падежных вопросов и падежеобразующих аффиксов, дательный падеж объединяют с винительным падежом.
Дательно-винительный падеж выражает:
1. объект действия (прямое дополнение), когда говорится о предмете, выделенном из ряда однородных: эпӗ машина кустӑрмине ылмаштартӑм («я поменял колесо машины»).
2. направление действия, конечный пункт действия: эпир Мускава ҫитрӗмӗр («мы доехали до Москвы»).
3. цель действия: ачасем кăмпана каяҫҫӗ («дети идут по грибы»), сунарçăсем упана каяҫҫӗ («охотники идут на медведя»).
4. время, на которое распространяется действие (на сколько?): ачасене пĕр эрнене каникула ячĕç («детей на неделю отправили на каникулы»).
5. цену (при глаголах «покупать», «продавать», «обходиться»): кафере апатланни икĕ пин тенке ларчӗ («обед в кафе обошёлся в 2 тысячи»)[1].